# 월정 효부각
월정 효부각(月亭 孝婦閣)은 대한민국 경상북도 청송군 현서면 월정리에 있는 건축물이다. 청송군의 문화유산으로 지정되었다.

## 개요
경주김씨 기로의 딸은 의성김씨 경호에 시집온지 얼마 되지 않아 시어머니가 별세하고 남편은 가산을 탕진하고 만주 땅으로 떠나버렸다. 부인은 4년 동안 삯바느질과 품팔이로 지성을 다해 시아버지를 봉양하였다. 한 번은 시아버지가 꿀을 먹고 싶다고 하여 친정에서 꿀을 구해오던 중 호랑이의 도움으로 무사히 귀가할 수 있었다고 한다. 이런 온갖 정성에도 불구하고 시아버지는 세상을 떠나버렸다. 부인은 여자 혼자의 몸으로 상을 치를 생각에 막연하였으나 어인일인지 장사 전날 저녁 남편이 돌아왔다. 아버진의 임종을 지키지 못한 아들은 그 동안 지은 죄를 뉘우치고 무사히 장사를 치렀다. 이를 보고 사람들은 부인의 지극한 정성때문이라 하였고, 그녀의 나이 51세에 세상을 떠나니 후손들이 그녀의 지극한 효성을 기리기 위하여 비각을 세우게 되었다.